# Orphnus tchadensis
Orphnus tchadensis är en skalbaggsart som beskrevs av Eugène Benderitter 1913. 
Orphnus tchadensis ingår i släktet Orphnus och familjen Orphnidae. Inga underarter finns listade i Catalogue of Life.